# Cleotrivia culmen
Cleotrivia culmen là một loài ốc biển nhỏ, là động vật thân mềm chân bụng sống ở biển trong họ Triviidae.